# 2.º distrito congresional de Montana
El 2.º distrito congresional de Montana será un nuevo distrito en la Cámara de Representantes de los Estados Unidos que se repartió después del censo de los Estados Unidos de 2020. Los primeros candidatos se postularán en las elecciones de 2022 para un escaño en el 118.º Congreso de los Estados Unidos.
Entre 1913 y 1993, Montana tuvo dos escaños en la Cámara y, hasta 1919, eran elegidos en una boleta general en todo el estado. Sin embargo, después de ese año, el estado se dividió en distritos geográficos. El segundo cubrió la parte este, incluyendo las ciudades Billings, Glendive, y Miles City, entre otras. Después de 1993, se eliminó el segundo escaño y Montana pasó a tener un distrito at-large.
Luego del censo de 2020, Montana recuperó su segundo escaño. El 12 de noviembre de 2021, la Comisión de Distribución de distritos de Montana aprobó un nuevo mapa del Congreso en el que el segundo distrito cubriría la parte este de Montana, incluida la capital del estado, Helena.